# Armure (équipement)
Pour les articles homonymes, voir Armure.

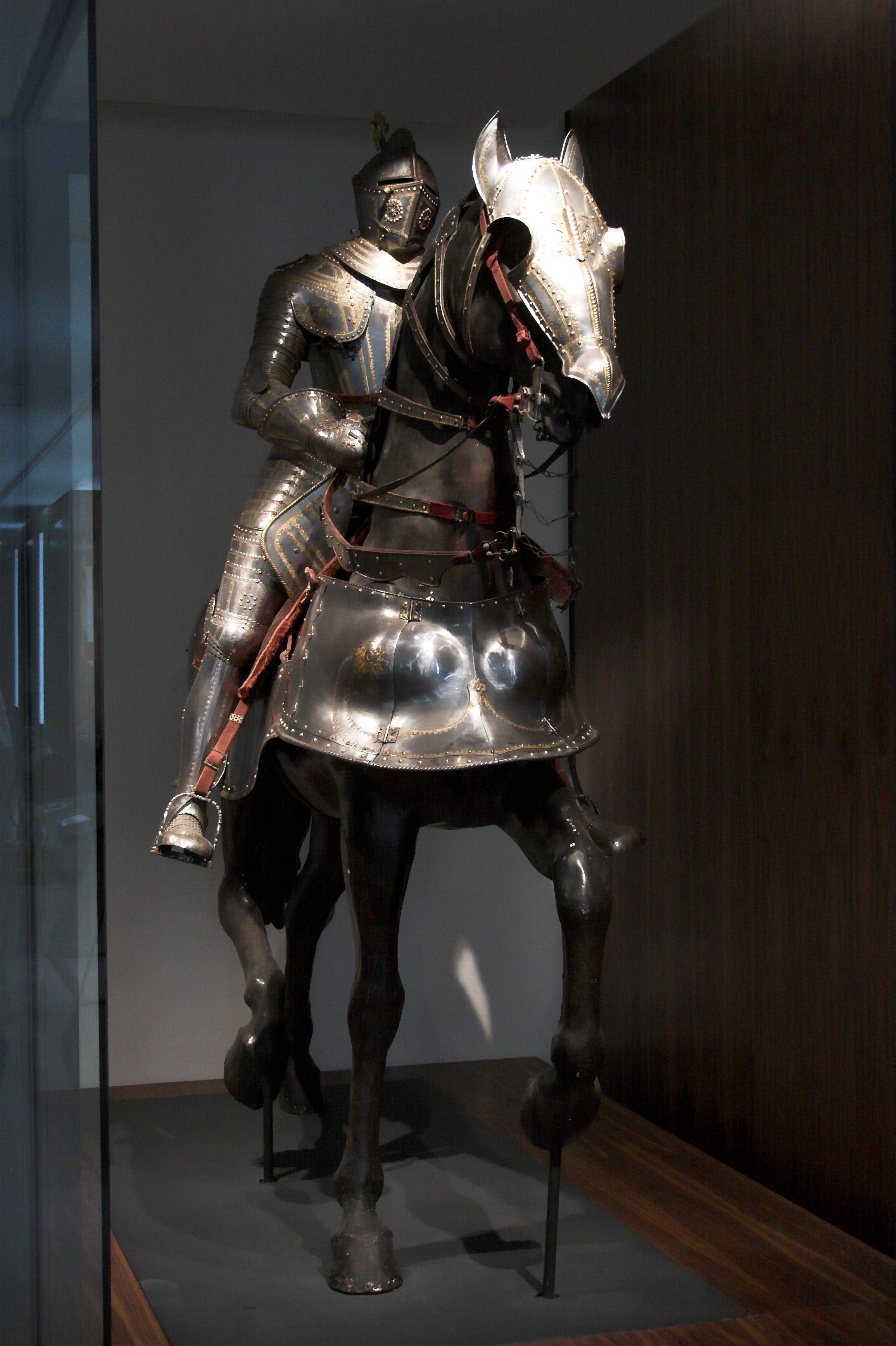
L'armure est destinée à protéger l'homme et/ou l'animal qui le porte, mais aussi à s'identifier ou impressionner l'adversaire.

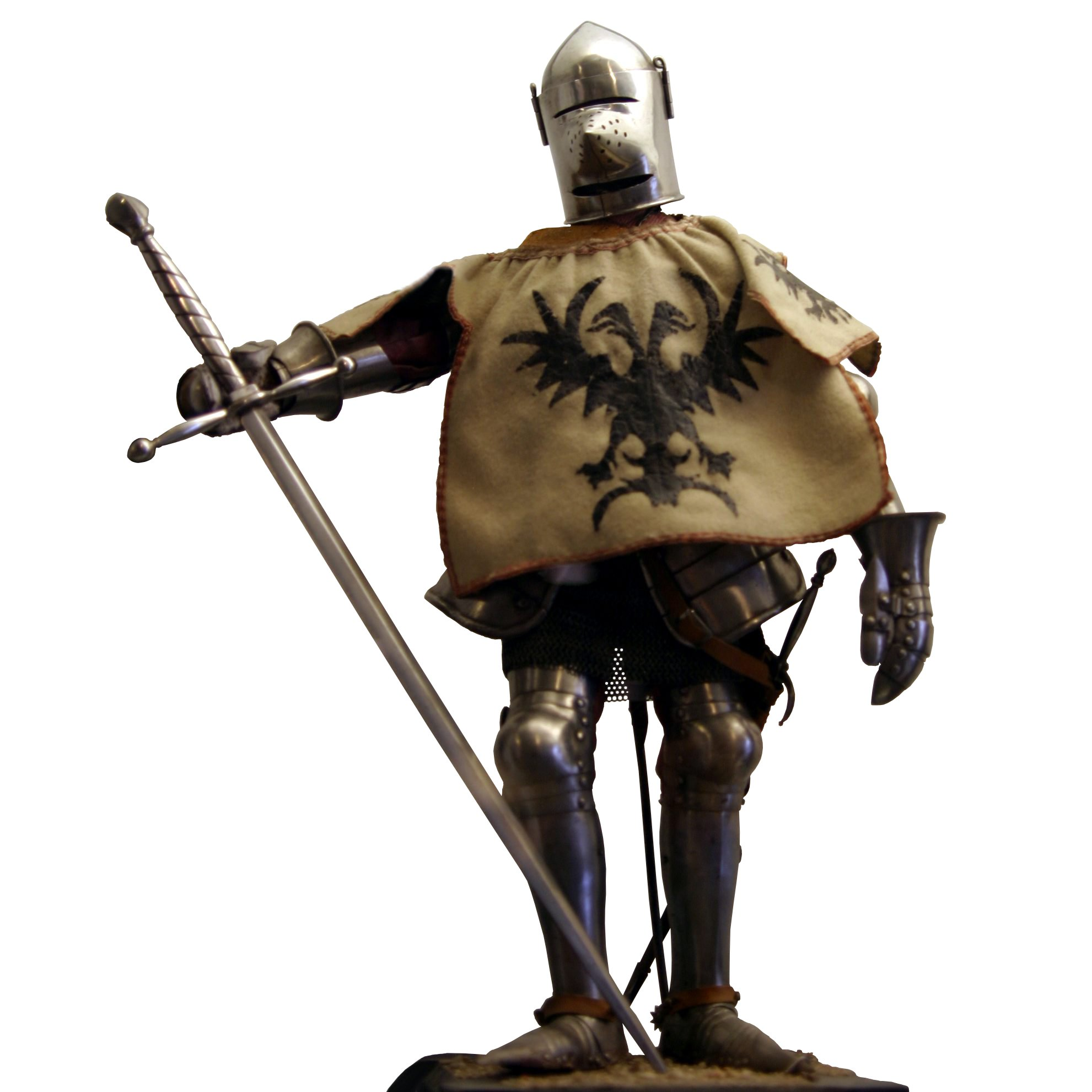
Armure de plates complète d'un chevalier des Grandes compagnies, portant le blason de Bertrand Du Guesclin.

Une armure est un équipement (arme) corporel défensif, utilisé pour protéger le corps d'un combattant dans sa plus grande partie des coups de l'ennemi et autres dégâts.
Deux aspects primordiaux et opposés quant à la défense du porteur de l'armure président à sa conception : d'une part la mobilité (ce qui pousse à alléger l'armure) et de l'autre une meilleure protection (ce qui pousse à alourdir l'armure). Chaque modèle insiste sur l'un de ces deux aspects de la protection individuelle, ce qui n'exclut pas des tentatives de compromis.
Les armures ont évolué avec les techniques, notamment celles liées à la métallurgie. Elles sont ainsi devenues de plus en plus complexes au cours de l'histoire, pour recouvrir tout le corps de plaques de métal à la fin du Moyen Âge. Mais les améliorations des armes à feu les rendirent en partie obsolètes. En Europe, la Renaissance les réserva à la parade et aux tournois, sauf le plastron des cuirassiers et le casque.
Le prolongement moderne des armures se trouve dans les gilets pare-balles et les équipements de la police anti-émeute, souvent en Kevlar, et celui des démineurs.

## Étymologie
Le mot « armure » a commencé à apparaître au Moyen Âge et est un dérivé du mot latin armatura, qui signifie « armes » et/ou « équipement ».

## Matériaux

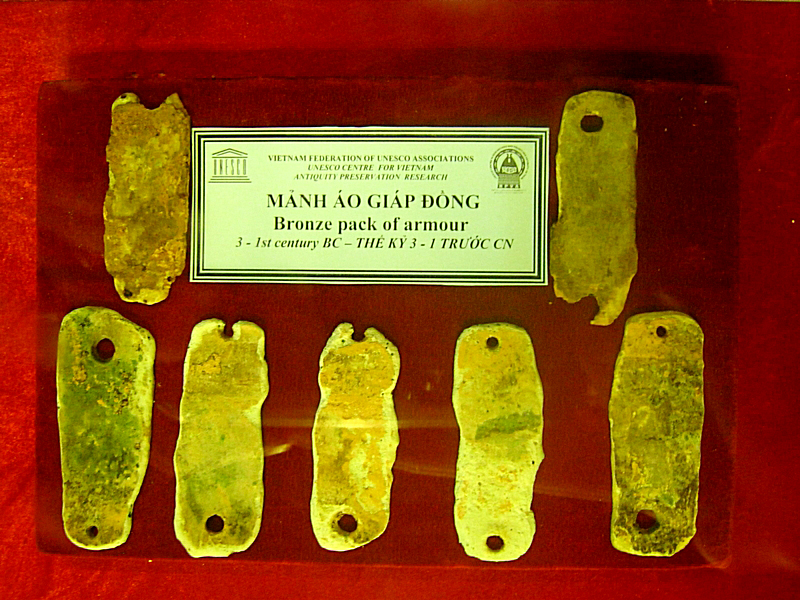
Lamelles de bronze, Vietnam (300 - 100).

Les principaux matériaux utilisés dans la fabrication des armures personnelles sont :
- le tissu : en général du lin (mais aussi de la soie) qui est utilisé sur plusieurs épaisseurs (typique de l'infanterie lourde antique - phalangite, etc.).
- le cuir souple.
- le cuir rigide : le cuir « bouilli » en réalité plongé dans de la cire d'abeille chaude afin de s'en gorger (l'air chassé du cuir par la chaleur donne l'impression de bouillir), efficace contre les flèches.
- le bois (dont le bambou en Chine et au Japon) : utilisé pour les boucliers.
- le métal sous plusieurs formes :
  - l'écaille : petites écailles souvent de métal, parfois de bois ou d'os, très efficace contre les coups de taille (avec le tranchant de la lame), mais vulnérable aux coups d'estoc (avec la pointe de la lame)
  - la cotte de mailles : assemblage de petits anneaux d'acier, en veste, en camail (sur la tête uniquement), en chemise, cotte ou haubert.
  - la plate : plaque de métal très solide, mais également très lourde, plus ou moins décorée ou polie. Cependant, elle restait plus facile à porter qu’une cotte de mailles, grâce à une très bonne distribution du poids.

## Histoire
De nombreux facteurs ont affecté le développement des armures personnelles tout au long de l'histoire humaine. Les plus importants dans le développement d'une armure étant les nécessités économiques et technologiques de sa production. Avec le temps, le développement des armures s'est fait en parallèle du développement des armes, qui devenaient de plus en plus efficace, avec des armuriers cherchant à créer une meilleure protection sans sacrifier la mobilité. Avec le développement du capitalisme et les progrès technologiques les armures sont devenues plus accessibles pour les classes inférieures, souvent en sacrifiant la qualité.[Quoi ?]

### Antiquité

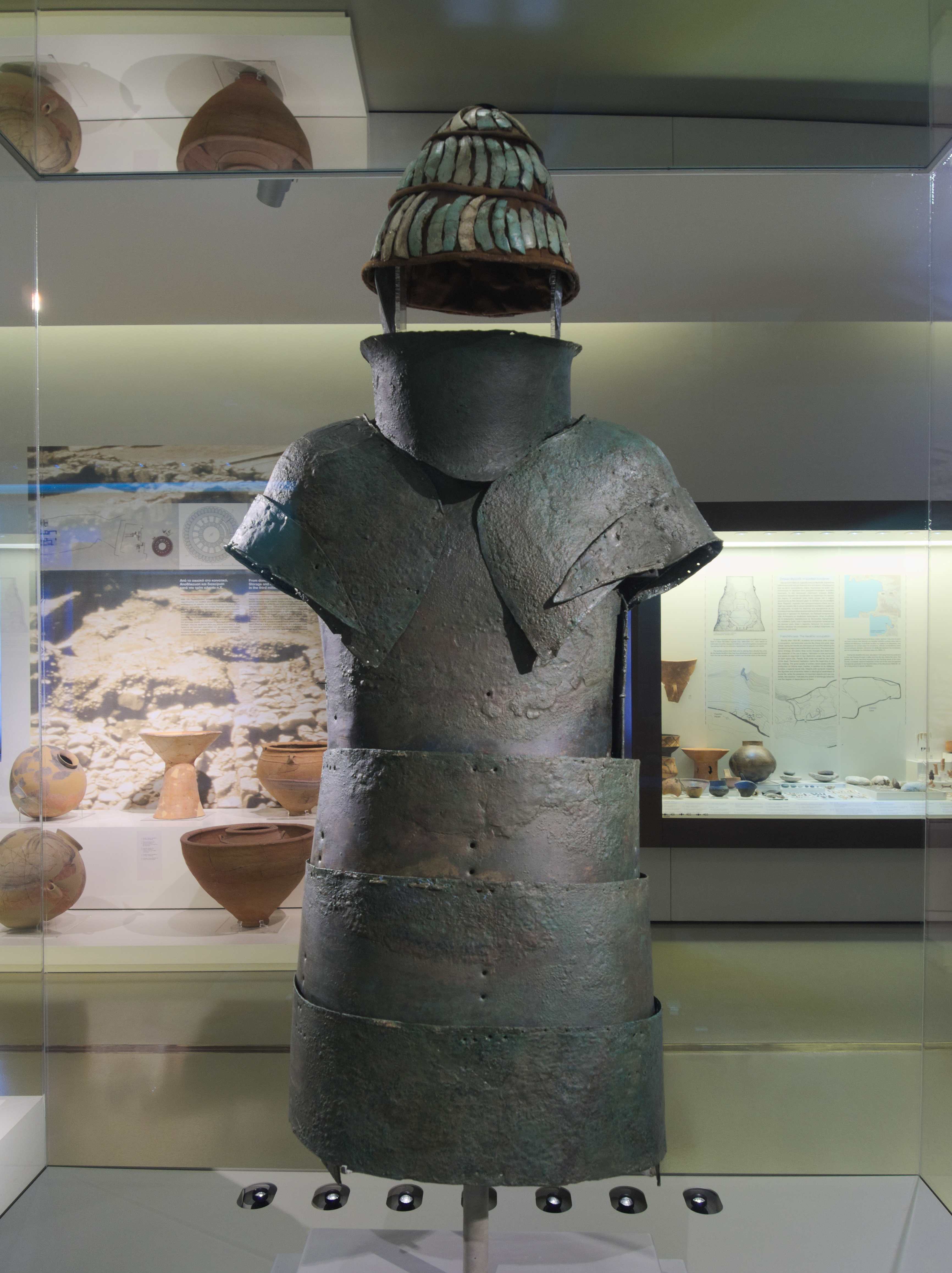
Armure grecque mycénienne (vers 1400).

L'armure orientale a une longue histoire, s'étendant sur plusieurs milliers d'années et commençant en Chine ancienne. De son côté, la plus ancienne des armures occidentales connue est la cuirasse mycénienne de Dendra, datant de l'époque mycénienne (environ 1 500 ans av. J.-C.).
La cotte de mailles, également appelée armure de maille, est constituée d'anneaux de fer reliés entre eux (rivés ou soudés) afin de former une protection individuelle corporelle. La plupart des cultures ayant utilisé la cotte de mailles employaient le mot celtique Byrnne ou une variante, suggérant que les Celtes sont les créateurs originels de la cotte de mailles. Les Romains utilisaient en masse la cotte de mailles, comme le lorica hamata, bien qu'ils aient employé aussi le lorica segmentata ainsi que le lorica squamata. Alors qu'ils n'utilisent plus aucune armure non métallique, un stratifié de lin connu sous le nom de linothorax est mentionné à plusieurs reprises dans des sources grecques.
En Asie de l'Est, des armures lamellaires, de style similaire aux brigandines, étaient couramment utilisées. Plus tard, des cuirasses et des plaques furent également utilisées. Lors des temps pré-dynastiques Qin, les armures en cuir étaient faites de cuir de rhinocéros. L'influence chinoise au Japon se traduisit par l'adoption japonaise des styles chinois, leur armure de samouraï étant le résultat de cette influence.

#### Hoplite grec

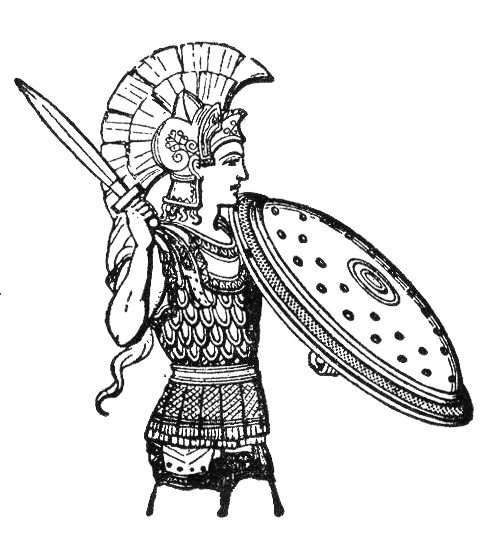
Armure grecque de parade.

Le hoplite grec, par-dessus sa tunique, porte une cuirasse (θώραξ / thốrax) protégeant le torse, ainsi que des cnémides (κνημῖδες / knêmĩdes) pour protéger ses tibias. Son casque (κράνος / krános) souvent orné d'un cimier est équipé d'une protection nasale. Il porte un bouclier (ἀσπίς / aspís) rond en bois de grande taille avec en son centre un cercle de métal (umbo) afin d'en renforcer la solidité et dévier les traits ; le bouclier est souvent peint. L'armure est en bronze. Le Hoplite est le premier fantassin lourd de l'histoire.

#### Légionnaire romain

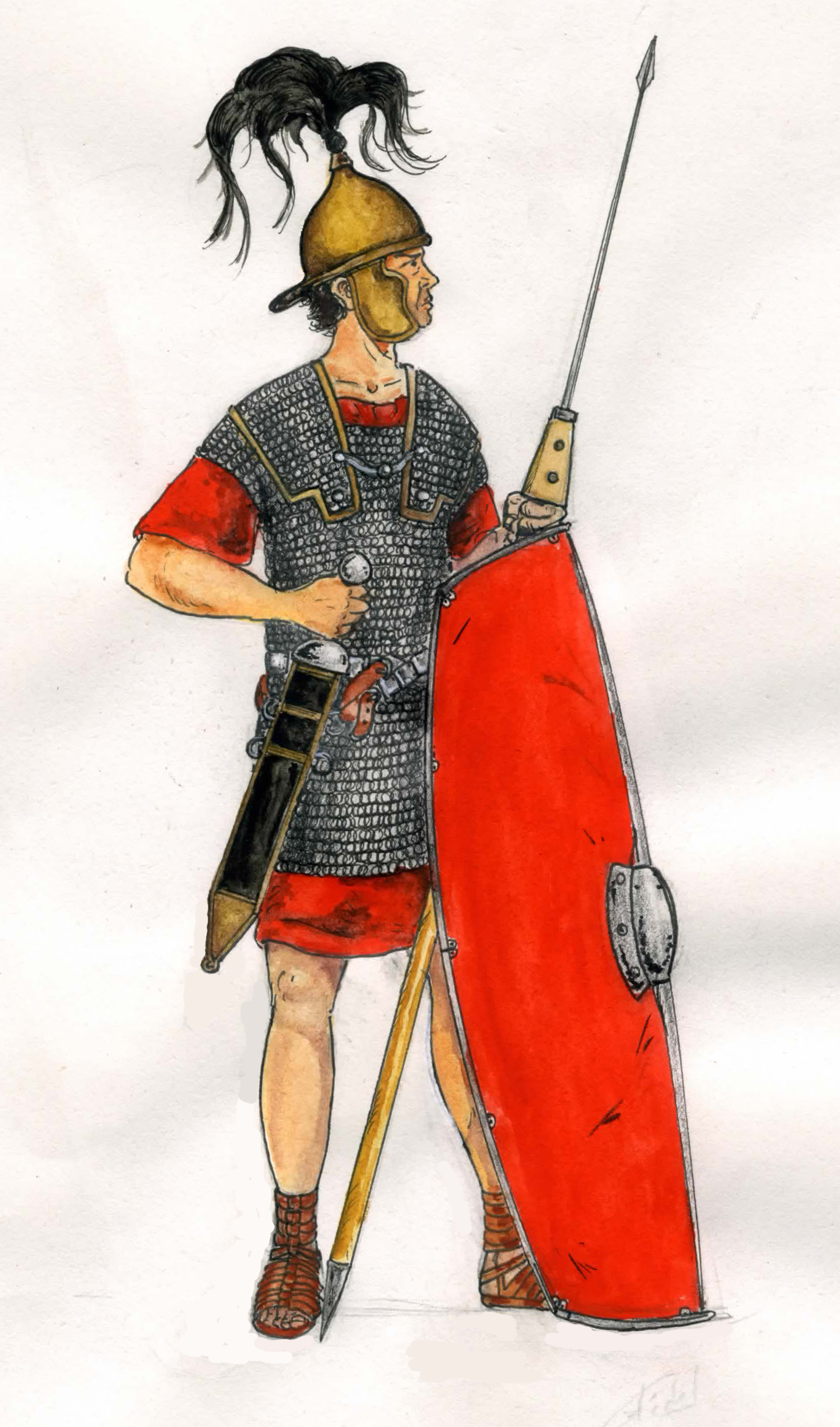
Armure du légionnaire romain.

La cuirasse du légionnaire romain est composée de lamelles de fer articulées se portant au-dessus d'une courte tunique, et d'un casque en forme de bombe sans protection nasale, mais avec des rabats sur les côtés pour protéger le bas du visage sans obstruer les oreilles, ainsi que d'un protège-nuque (le modèle changera souvent, copiant par exemple un bon matériel de l'ennemi).
Ce modèle d'armure est certes efficace mais inférieur dans la mobilité qu'il confère face aux cottes de mailles (reprises par les cavaliers). La protection du légionnaire se renforce d'un grand bouclier de bois, dont le centre peut recevoir un cercle de métal, à la manière du bouclier des hoplites grecs, et d'une ceinture de cuir d'où pendent de fines lanières de cuir (où sont accrochées des pièces de métal) sur le devant du légionnaire, afin de protéger ses parties génitales et de terroriser l'ennemi (à cause du bruit provoqué par l'entrechoc des petites pièces de métal quand le légionnaire marche).

### Moyen Âge
Avérée dès le Haut Moyen Âge, la broigne est une protection corporelle pour le thorax, constituée d'un justaucorps de tissu ou de cuir armé de renforts rigides.
Dans l'histoire européenne, les types d'armures les plus connus sont le haubert de maille du début de l'époque médiévale et l'armure complète de plates, portée par les chevaliers médiévaux et de la Renaissance, ainsi que quelques éléments clés (poitrail et dos) de l'armure d'un cavalier lourd, utilisé dans plusieurs pays européens jusqu'au début de la Première Guerre mondiale.

#### Normands

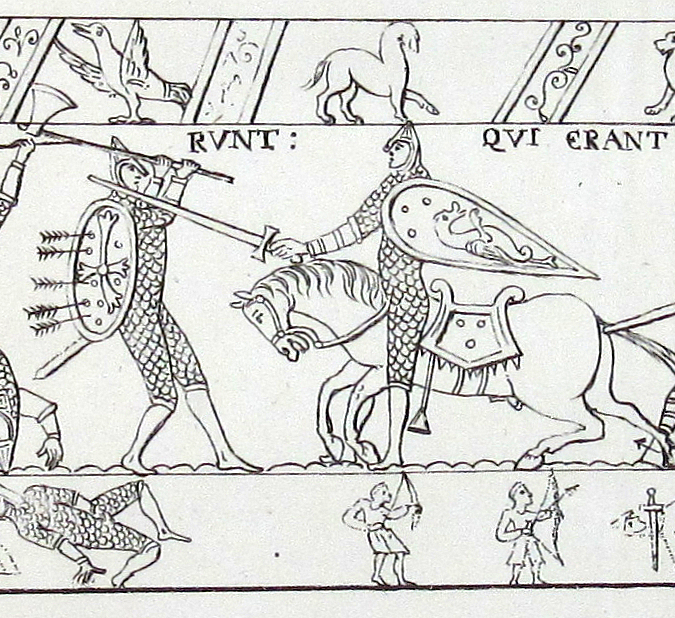
Représentation probable d'un chevalier normand (à droite) affrontant un housecarl, d'après un détail de la tapisserie de Bayeux.

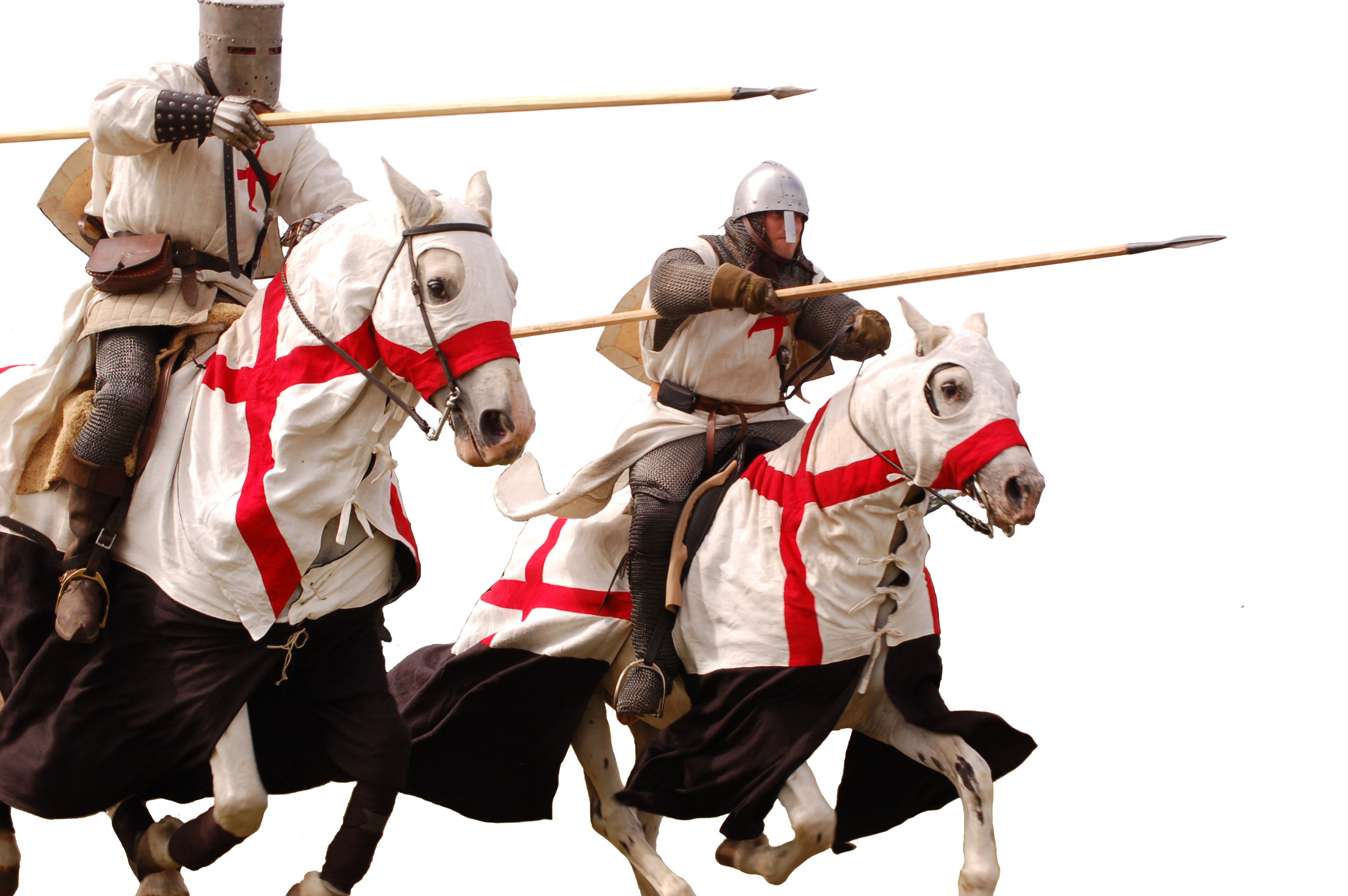
Reconstitution de l'équipement de cavaliers du XIIIe siècle.

Au XIe siècle, l'armure normande est celle qui fut utilisée lors de la conquête de l'Angleterre par Guillaume le Conquérant et lors des premières croisades. Elle se compose d'une tunique matelassée, le gambison, sur laquelle on porte le haubert, une chemise de mailles, un casque de type « bol » avec protection nasale et un bouclier.
Le haubert comprend une capuche (camail) et descend en dessous des genoux. Il est fendu devant et derrière entre les cuisses pour permettre de marcher et de chevaucher. Un rabat permet de couvrir le bas du visage, ainsi, seuls les yeux restent exposés.
Les anneaux métalliques du haubert servent à empêcher les tranchants des armes de couper ; le gambison amortit les chocs et empêche les blessures par fracture et contusion[réf. nécessaire].
Le bouclier est une évolution du bouclier viking (ancêtres des Normands)[réf. nécessaire]. Il a la forme d'une goutte d'eau ou d'une amande, ce qui permet de protéger les jambes. Il a deux jeux de lanières dans lesquelles on passe le bras, ce qui permet de le porter verticalement lors de la marche, ou à l'horizontal lorsque l'on chevauche, pour protéger le flanc du cheval. Il dispose aussi d'une poignée permettant de le tenir au poing, pour mieux s'abriter contre une pluie de flèches ; de l'autre côté de la poignée se trouve une protubérance métallique, le tout formant l'umbo. Le dessin sur ce bouclier est inspiré des dessins vikings et n'a pas encore la fonction de reconnaissance (les armoiries ne sont nées qu'à partir de la première moitié du XIIe siècle, lorsque le visage fut intégralement caché par le heaume).

#### Chevalier

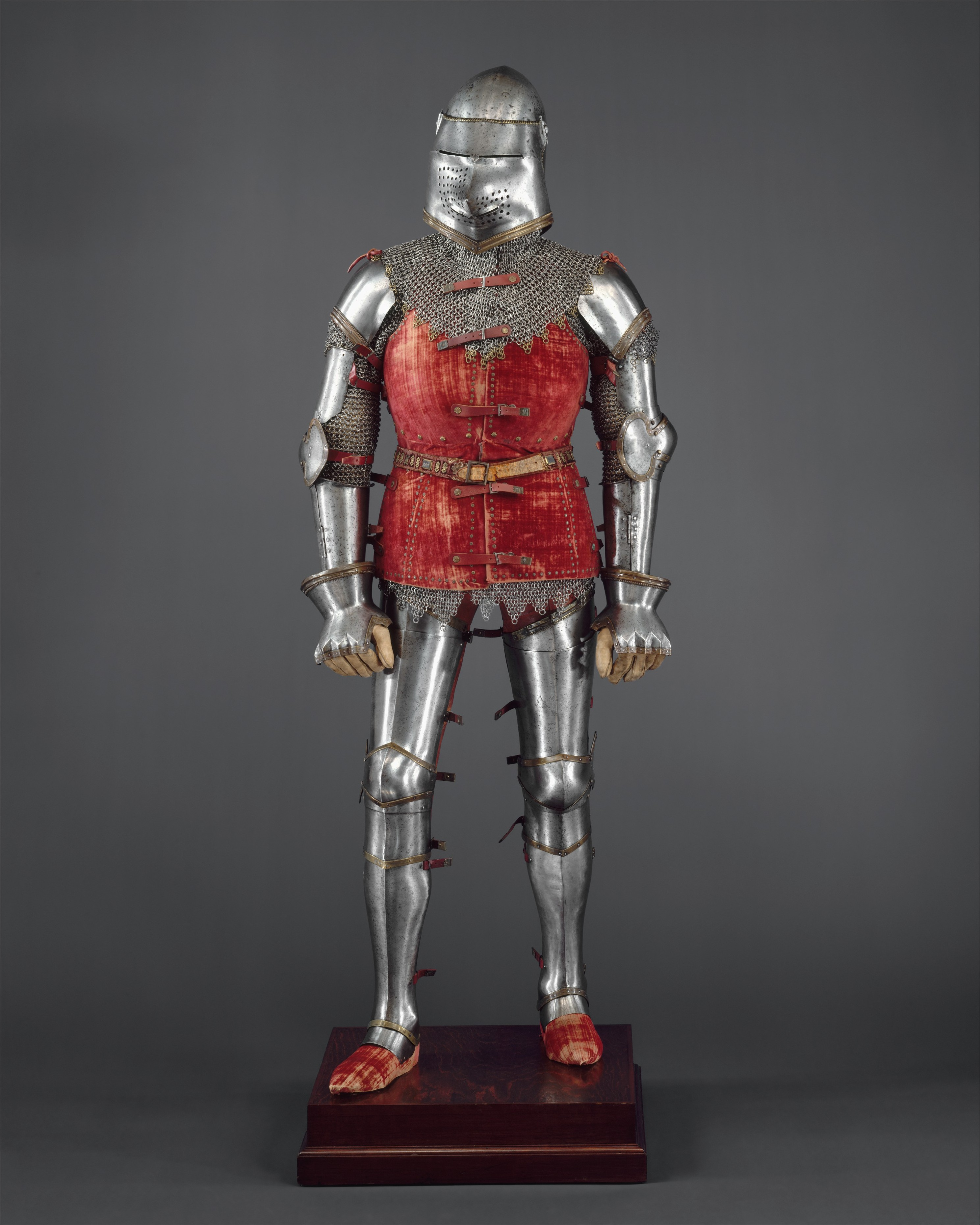
Reconstitution composite d'une armure, vers 1400-1450, Metropolitan Museum of Art. Aucune armure complète du début du XVe siècle n'a été conservée. Celle-ci comporte donc divers éléments rassemblés et restaurés dans les années 1920.

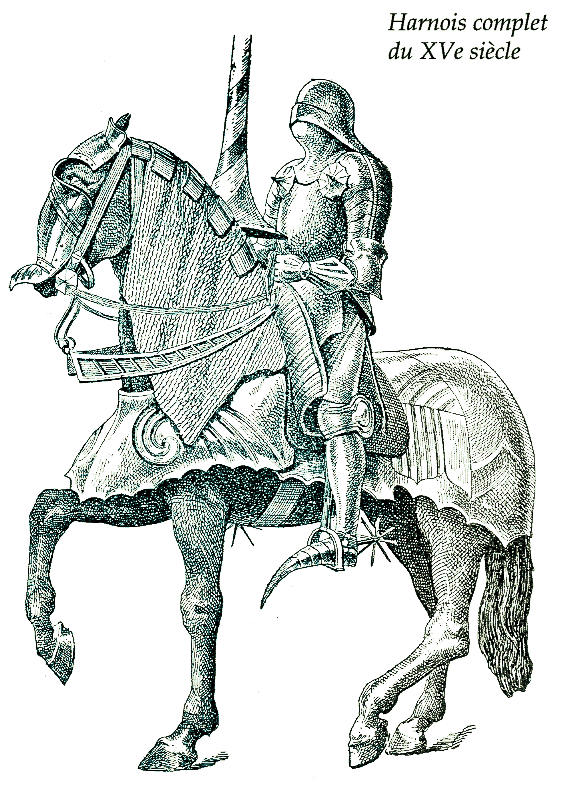
Harnois complet d'un chevalier monté
(seconde moitié du XVe siècle).

Protections de la tête et du tronc :
- casque : protection de la tête : casque corinthien (Grèce antique), heaume, barbute, salade, bourguignotte, cabasset, morion, bassinet, chapel, cervelière, armet ;
- gorgerin : protection du cou, ou bavière : protection du cou et du menton ;
- cuirasse : coque métallique se composant d'un plastron (torse) et d'une dossière (dos) ;
- braconnière : lames articulées qui, dans les armures à plates, défendent le ventre et le haut des cuisses.
- tassettes : protection de l'aine
- haubert : cotte de mailles ; protection du chevalier
- brigandine : protection constituée de plaques rivetées sur du cuir ou un tissu épais.
- surcot : vêtement sans manche porté par-dessus le haubert pour s'abriter du soleil et de la poussière, puis plus tard pour afficher ses couleurs (son blason ou celui de son suzerain).

Protections des membres supérieurs :
- spalière ou épaulière : protection de l'épaule ;
- rondelle : protection et décoration fixée sur la spalière ;
- canon d'arrière-bras : protection du biceps de l'arrière-bras ;
- cubitière : protection du coude ;
- canon d'avant-bras : protection de l'avant bras
- gantelet : protection de la main et du poignet.

Protections des membres inférieurs :
- jambière : protection totale des jambes, constituée des pièces suivantes ;
- cuissot ou cuissard : protection des cuisses ;
- genouillère : protection du genou ;
- grève : protection du tibia ;
- soleret : protection du pied.

#### Chevaux
Les chevaux pouvaient également avoir une armure afin de les protéger des coups de lance et d'épée. L’équivalent équin du harnois plain se nommait caparaçon (et non carapaçon, qui est une fausse étymologie). La protection de tête du cheval se nommait chanfrein.

#### Armure japonaise

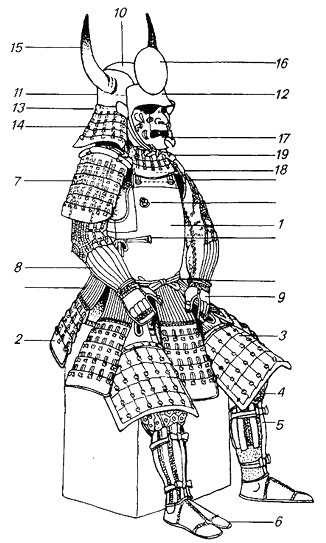
Schéma d'une armure japonaise traditionnelle.

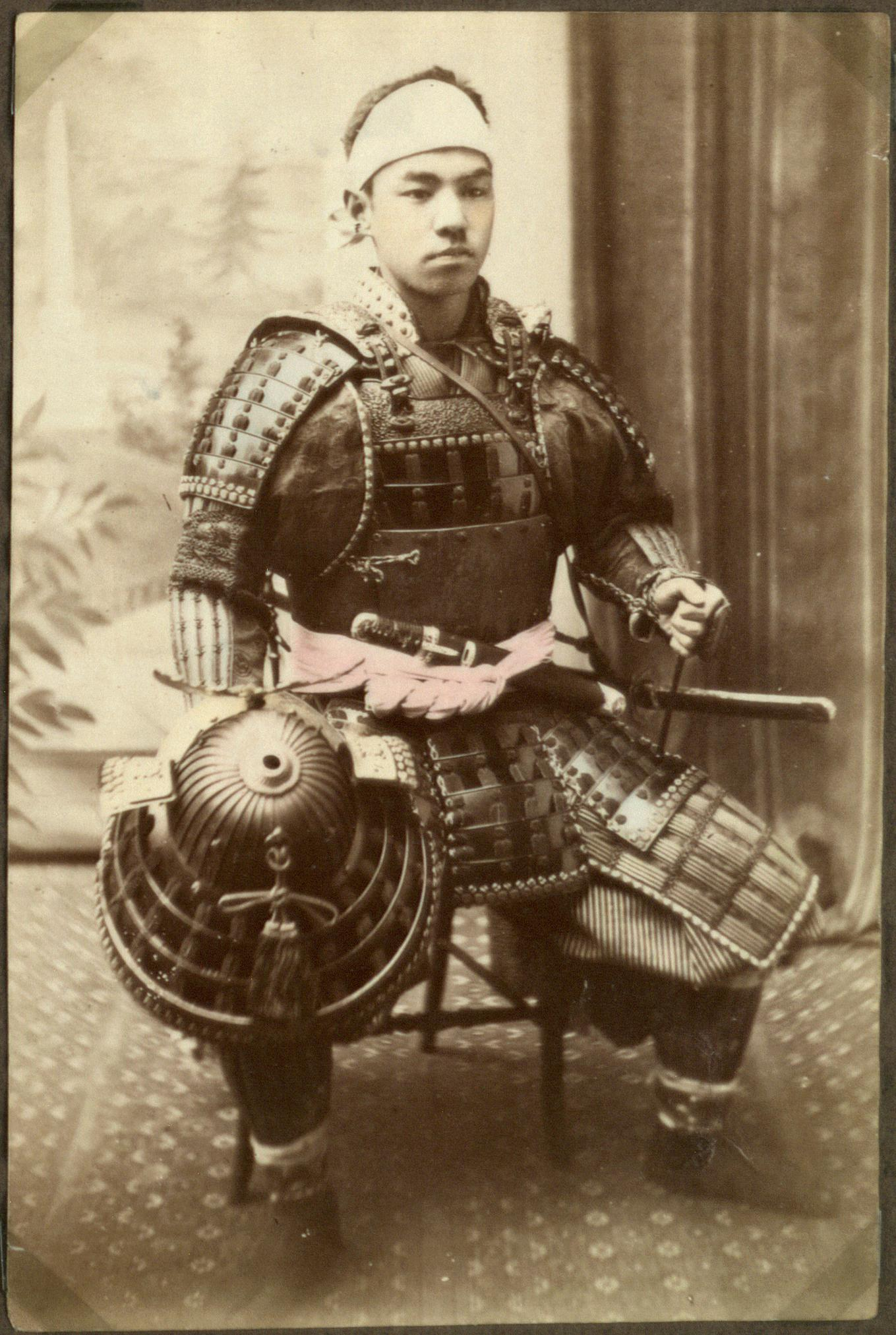
Guerrier japonais en armure (1925).

L'armure traditionnelle japonaise, gusoku ou yoroi pour les armures plus anciennes, est constituée de plaques de métal assemblées par des lanières. Les samouraïs privilégiaient la mobilité, le kabuto comporte donc plus de points de faiblesse que ses homologues européennes. Elle se compose :
- d'un casque : kabuto ou jingasa ;
- d'un mempo : gorgerin, éventuellement accompagné d'un masque protégeant le bas du visage ;
- d'une cuirasse, dou : elle pouvait être articulée (formée de lamelle, karuta), on parlait alors de tatami, les points de faiblesse étant protégés par une cotte de mailles (so gusari), et recouverte de cuir (e gawa).
- de protections d'épaules, kohire, attachées à la cuirasse, de conception similaire à la brigandine (kikko) ;
- de protections de l'aine, sous la forme de lamelles de métal attachées à la cuirasse ;
- de kota : brassard de soie et de cuir recouverte par de petites plates unies par des mailles[2] ;
- de tetsu-gai : « protection de la main est un demi-gantelet doublé de cuir, comportant des boucles d'attache pour les doigts »[2] (uni avec le kota) ;
- de jambières en métal.

Le bogu est l'armure utilisée en kendo.

#### Arabie
Les armées arabes du Moyen Âge privilégiaient la rapidité, l'agilité et la discrétion (rois de l'embuscade, ils préféraient par exemple monter des juments, qui hennissent bien moins que les étalons, voire des hongres) à la force brute. Tout leur équipement était donc tourné vers la légèreté. Le bouclier est ainsi souvent rond et bombé, fait d'osier tressé renforcé par des fils de laine ou de soie avec en son centre un cercle de métal pour en renforcer la solidité[réf. nécessaire].
Sur les modèles d'apparat, bien plus décorés que ceux réservés à un usage strictement militaire, on retrouve souvent quatre vis sur le cercle de métal, permettant d'y accrocher des boules richement travaillées, souvent faites de pierres et métaux précieux. Cependant l'usage de la cotte de mailles et des casques était chez les Arabes tout aussi courant que chez les Occidentaux durant tout le Moyen Âge.

### Renaissance

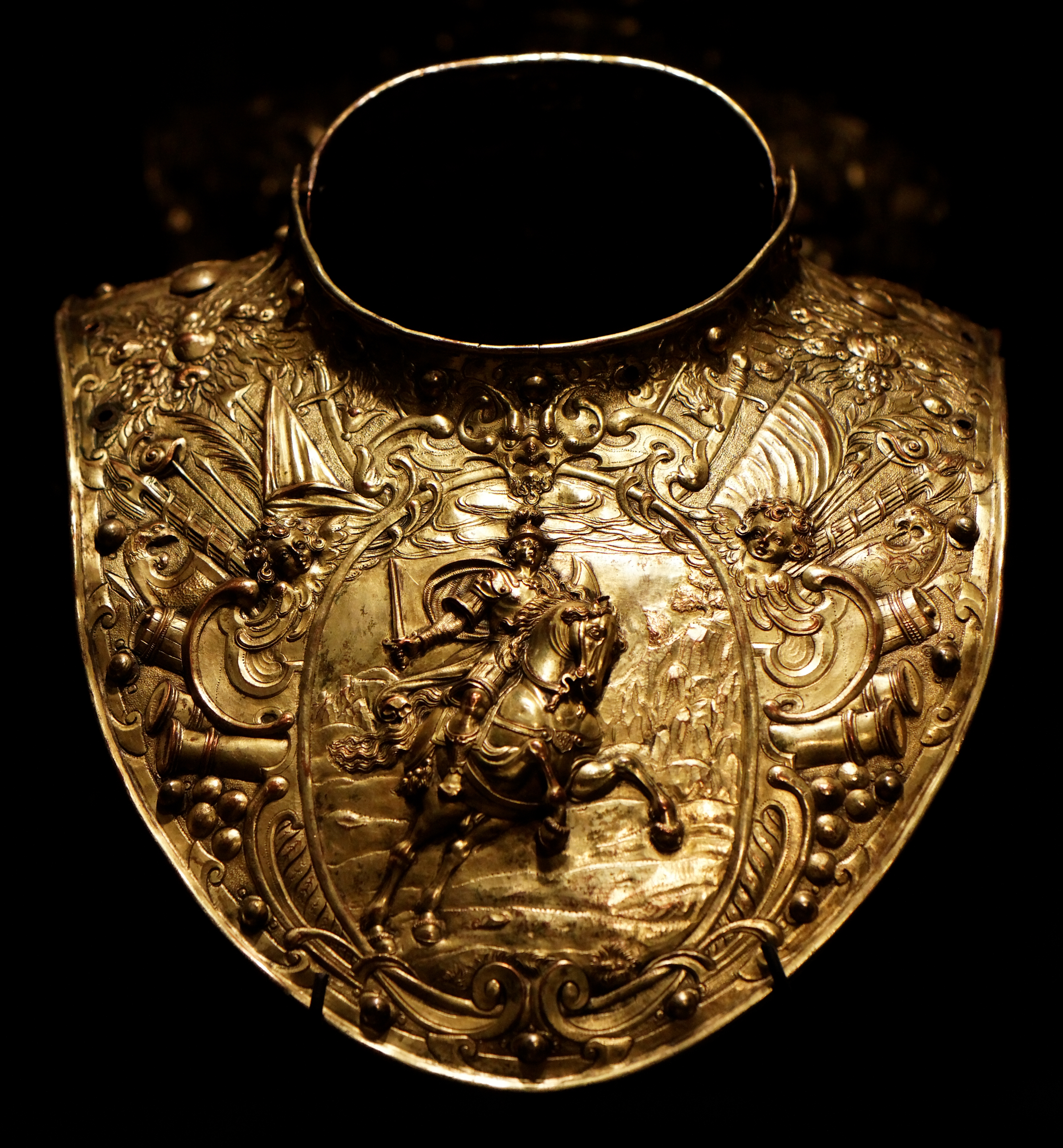
Colletin, dit de, XVIIe siècle.

À la Renaissance, les armures deviennent également un instrument d’apparat, utilisées notamment lors de cérémonies fastueuses (entrées des rois et des princes, victoires militaires). Son art illustre la culture raffinée de l'époque maniériste. Les armures s’épaississent pour faire face aux armes à feu et à partir de la deuxième moitié du XVIe siècle, certaines parties de celles-ci (comme les canons d'avant-bras, les cubitières et les jambières) disparaissent pour compenser la hausse de poids engendré.
Des versions renforcées ou entièrement forgées à cet effet sont utilisées pour des joutes puis pour des carrousels. En plus de leur rôle militaire, elles servent grandement au prestige de son commanditaire en prouvant sa richesse et sa puissance. Elles sont parfois aussi offertes en tant que cadeaux diplomatiques ou collectionnées pour leur esthétique.
Le début du XVIe siècle est dominé par la maniérisme italien. La capitale de l'armurerie européenne est Milan, les ateliers milanais fabriquent depuis le XIVe siècle essentiellement des armures de combat réputées pour leur simplicité (aux formes lisses pour dévier les coups et en acier brillant poli « à blanc ») commandées par toutes les cours de l'ouest de l'Europe : ces armures ont une esthétique moins prononcée que les armures gothiques, caractérisées quant à elles par des lignes et arêtes plus travaillées (armure « côtelée »).

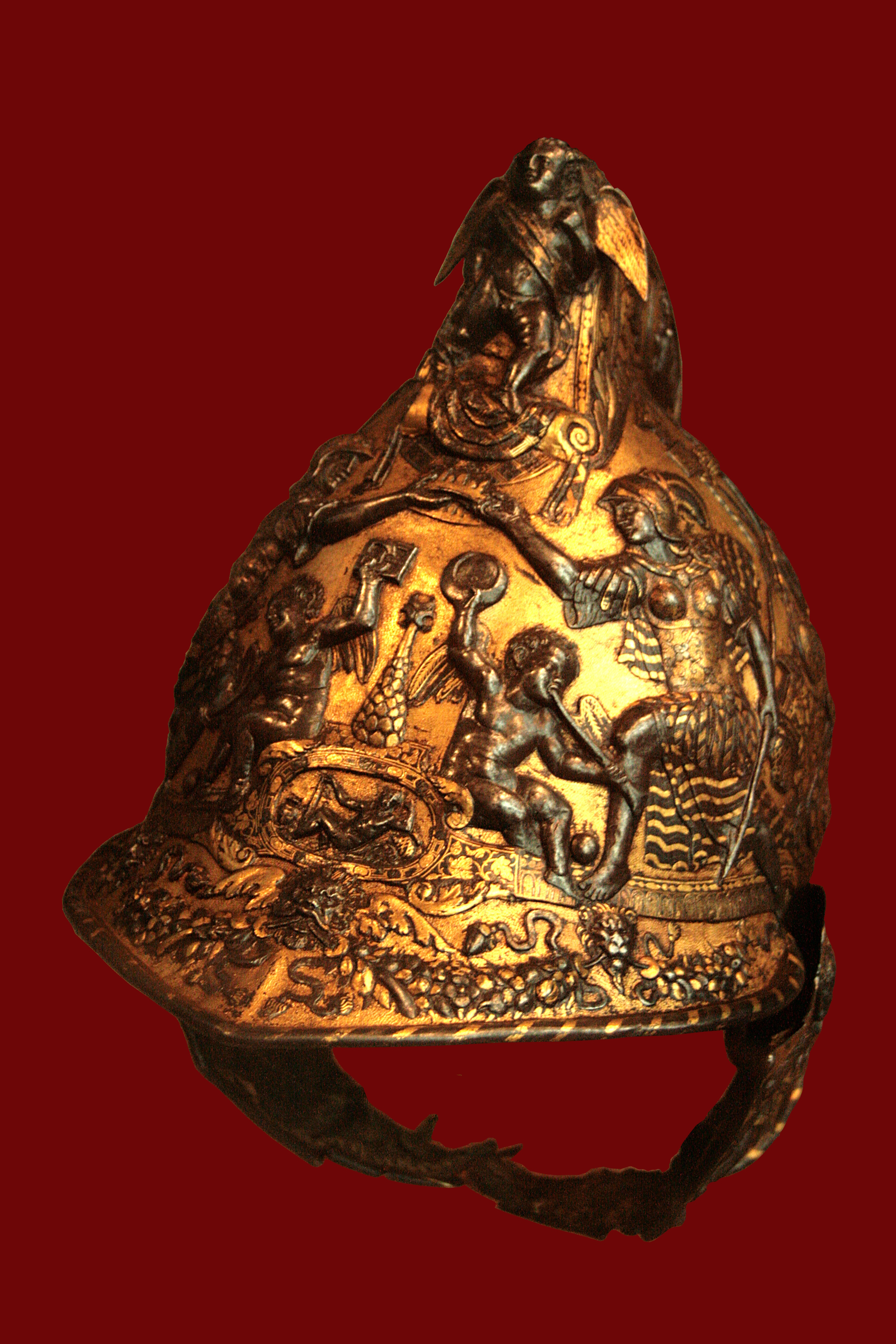
Bourguignotte d’Henri II de France.

À partir des années 1530, les maîtres armuriers milanais réalisent sur mesure des armures d'apparat (ergonomiques, souples et très techniques, elles constituent une seconde peau), les livrent aux orfèvres qui mettent au point un nouveau type d’ornementation qualifié par les contemporains de « Grande Maniera » : les armures de luxe ont des formes en relief (décors au repoussé puis gravures au ciselet réalisés par des orfèvres d'après les patrons de peintres) et sont en fer, enrichis par le travail de différents artisans, damasquineurs, doreurs, émailleurs. Ce travail collectif nécessite près d'une année de travail, les armures d'apparat peuvent atteindre plusieurs milliers de livres (à comparer avec les armures de guerre simples qui valent une centaine de livres, soit l'équivalent du salaire annuel d'un artisan). Cette nouvelle tendance consiste à transformer l'armure en une sorte de sculpture héroïque qui vise à retrouver l’esthétique et le faste des harnois mythiques des héros de l’Antiquité classique.

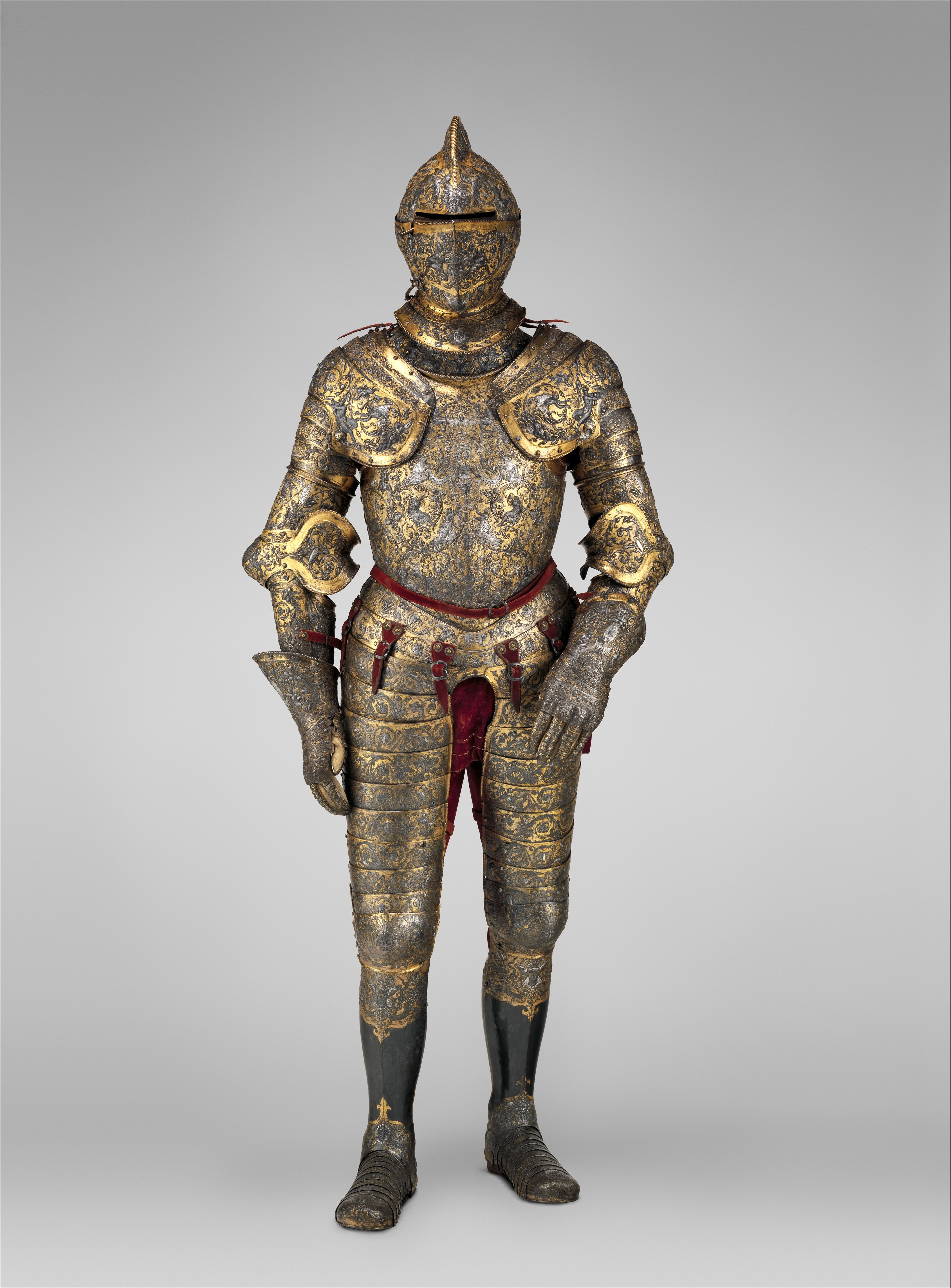
Armure de parade d’Henri II de France.

Au milieu du XVIe siècle, se développe le maniérisme français autour de l’École de Fontainebleau qui réalise une synthèse des inventions des artistes italiens, français et flamands. L’iconographie et la stylistique homogène de cette école (la « manière française ») est caractérisée par des décors repoussés en très faible relief exécutés par des orfèvres, des dessins avec perspectives composés par des peintres comme Le Primatice, Jean Cousin l'Ancien, Rosso Fiorentino ou Luca Penni. Les armuriers de cette école sont connus grâce aux archives du Minutier central des notaires parisiens mais ils n'apposent pas leurs poinçons sur les armures qui ne peuvent être attribuées à tel ou tel artiste, contrairement aux armuriers italiens ou germaniques. Certaines de ces œuvres sont complétées par une armure équestre (dont l'intérieur est capitonné de cuir ou de textile pour le confort du cheval) comme le harnois d’Henri II de France ou d’Éric XIV de Suède (considéré comme l'armure la plus somptueuse jamais réalisée).
Les principaux dessins d'ornements de cette époque sont connus grâce au musée Staatliche Graphische Sammlung à Munich qui dispose du plus important fonds de dessins préparatoires des armures européennes, fonds constitué au XVIIIe siècle par un électeur de Bavière (170 patrons à l'échelle ayant servi de modèles à la réalisation des différentes pièces d'armures réalisées par un ou plusieurs ateliers ornemanistes).
Au XVIIe siècle, l'art de l'armure décline mais reste encore influencé par l'École de Fontainebleau. Certains cavaliers tentent d'alourdir leurs armures (jusqu'à 35 kg) pour résister aux armes à feu mais finalement les abandonnent brusquement vers 1750, décidant de privilégier la vitesse au combat.
À mesure que les armes à feu s'amélioraient, il devenait plus efficace d'avoir des groupes d'hommes armés que d'avoir des chevaliers blindés coûteux. Cependant, les unités de cavalerie continueront à porter des armures pendant un certain temps. Les exemples incluent le Reître allemand, les hussards lourds polonais et les cuirassiers français.

### AuXIXesiècle

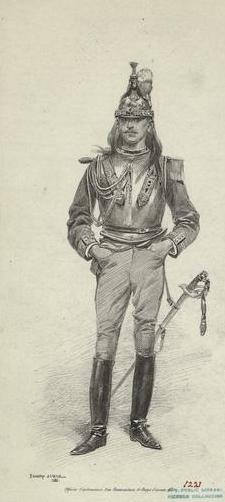
Cuirassier français du XIXe siècle (Édouard Detaille, 1885).

Au début du XIXe siècle, l'armure était encore utilisée par des cuirassiers. Depuis le XVIe siècle, le nombre de pièces d'armure a progressivement diminué pour ne conserver que la cuirasse de l'armure et les casques en fer. Les cuirassiers sont devenus plus militairement significatifs pendant les guerres napoléoniennes et la dernière fois qu'ils ont joué un rôle tactique sur les champs de bataille fut dans les premiers stades de la Première Guerre mondiale. À l'heure actuelle, ils constituent les troupes de cérémonie de divers pays.

### Époque contemporaine

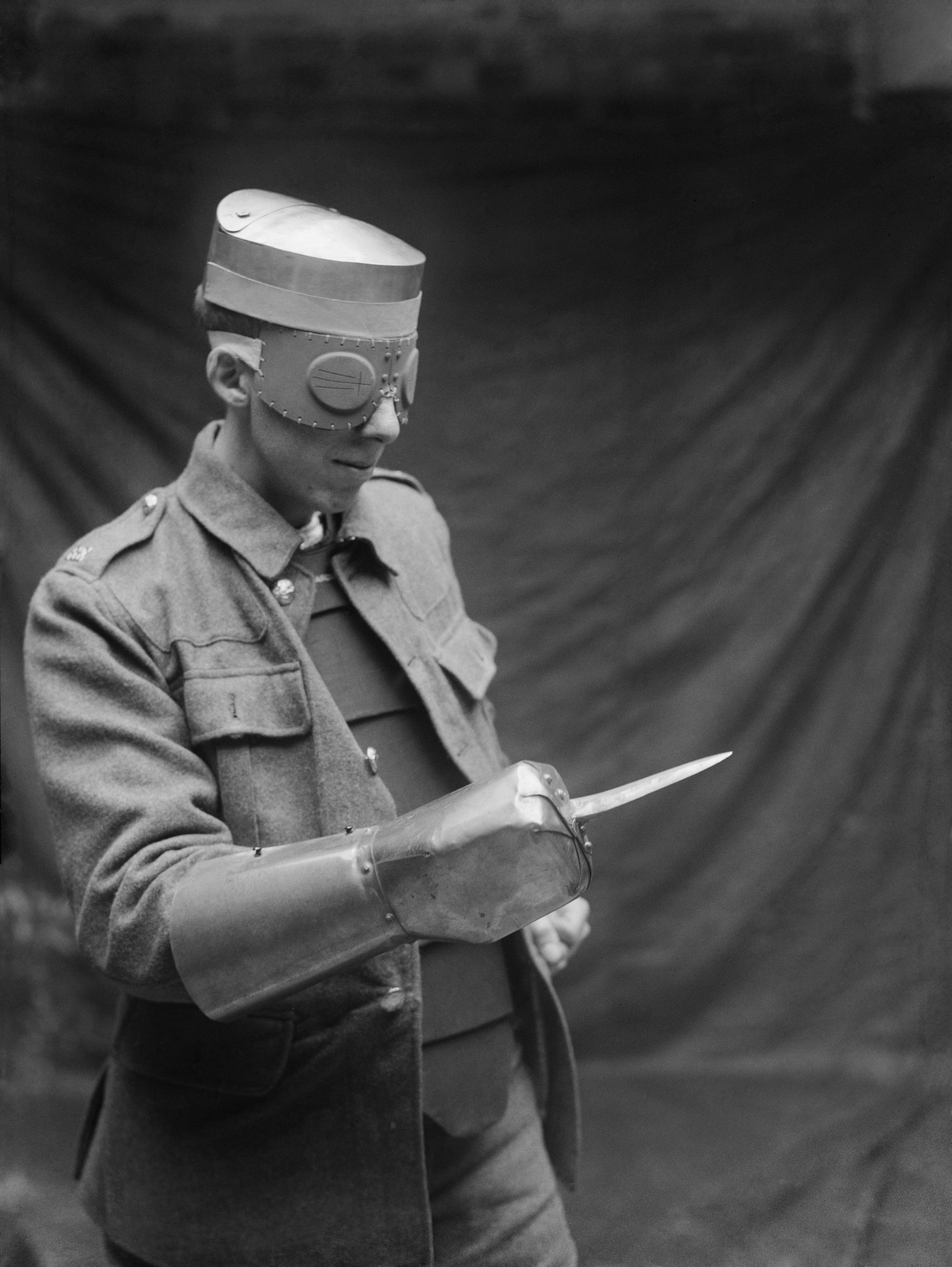
Armure personnelle datant de la Première Guerre mondiale (« nettoyeur de tranchées ») comprenant un capuchon en acier, un gilet en plaques d'acier, un gantelet-poignard en acier et une paire de lunettes pare-éclats.

L'armure métallique est restée en usage limité longtemps après son obsolescence générale. Les soldats de la guerre civile américaine (1861-1865) ont acheté des vestes en fer et en acier à des colporteurs (les deux parties l'ont envisagé mais ont finalement rejeté cette idée). L'efficacité des gilets variait considérablement : certains ont réussi à dévier les balles et ont donc sauvé des vies, mais d'autres ont été mal fabriqués, entrainant une tragédie pour le soldat le portant. Dans tous les cas, les vestes ont été abandonnées par de nombreux soldats en raison de leur poids sur de longues marches.
Au début de la Première Guerre mondiale en 1914, des milliers de cuirassiers français se sont rendus au contact de la cavalerie allemande qui utilisait également des casques et des armures. À cette époque, les armures en plaques brillantes était couvertes de peinture sombre et une toile enveloppait les casques. L'armure d'un cavalier était censée le protéger seulement contre les sabres et les lances légères. Ainsi, la cavalerie devait se méfier de l'infanterie utilisant des fusils et des mitrailleuses.

### AuXXIesiècle
Au XXIe siècle, de nombreuses armées du monde préparent pour leurs troupes des combinaisons très résistantes et rigides comparables à une armure.
- le projet FELIN de l'armée française ;
- de nombreux prototypes d'exosquelettes (parfois motorisés) et d'armures dans divers États, ayant une puissance militaire de rang mondial. On peut citer les projets d'armure TALOS de l'armée américaine et le programme Ratnik de l'armée russe[11].

## Utilisation moderne

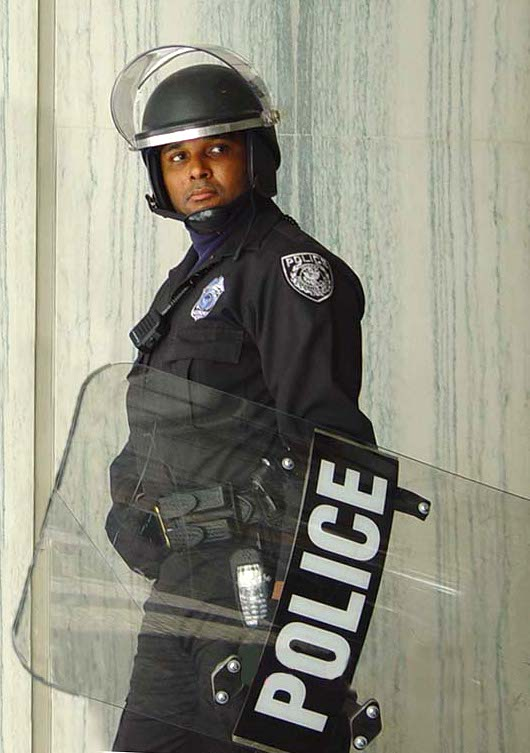
Un officier de police américain en octobre 2002 portant un casque et équipé d'un bouclier anti-émeute.

Les soldats modernes utilisent des plaques de métal ou de céramique dans leurs gilets pare-balles, offrant une protection supplémentaire contre les balles de fusil. Des composants métalliques ou des couches de fibres tissées et serrées peuvent donner une résistance légère face à des coups de couteau. Des gants en mailles continuent d'être utilisés par les bouchers et dans les abattoirs afin d'éviter les coupures et les blessures lors de la découpe des carcasses.

### Fibres

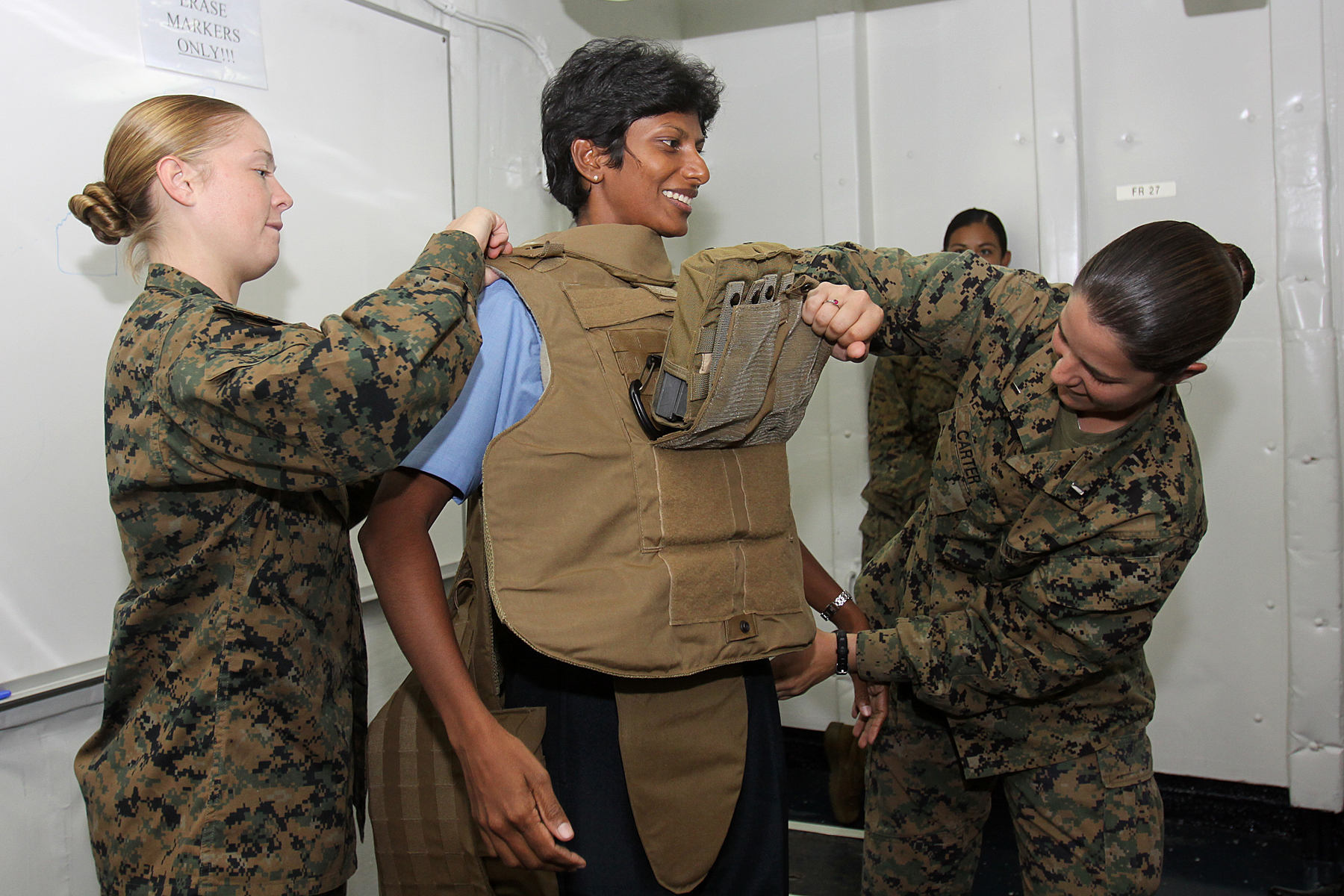
Des soldats de l'United States Marines aidant une militaire Sri-Lankaise à porter une Modular Tactical Vest.

Le kevlar est un composant bien connu de certains gilets et masques pare-balles. Le casque et le gilet PASGT utilisés par les forces militaires américaines depuis le début des années 1980 utilisent tous deux du kevlar comme élément clé. Du côté civil, le kevlar est souvent utilisé par les motocyclistes dans des vêtements renforcés afin de se protéger contre les blessures par abrasion.

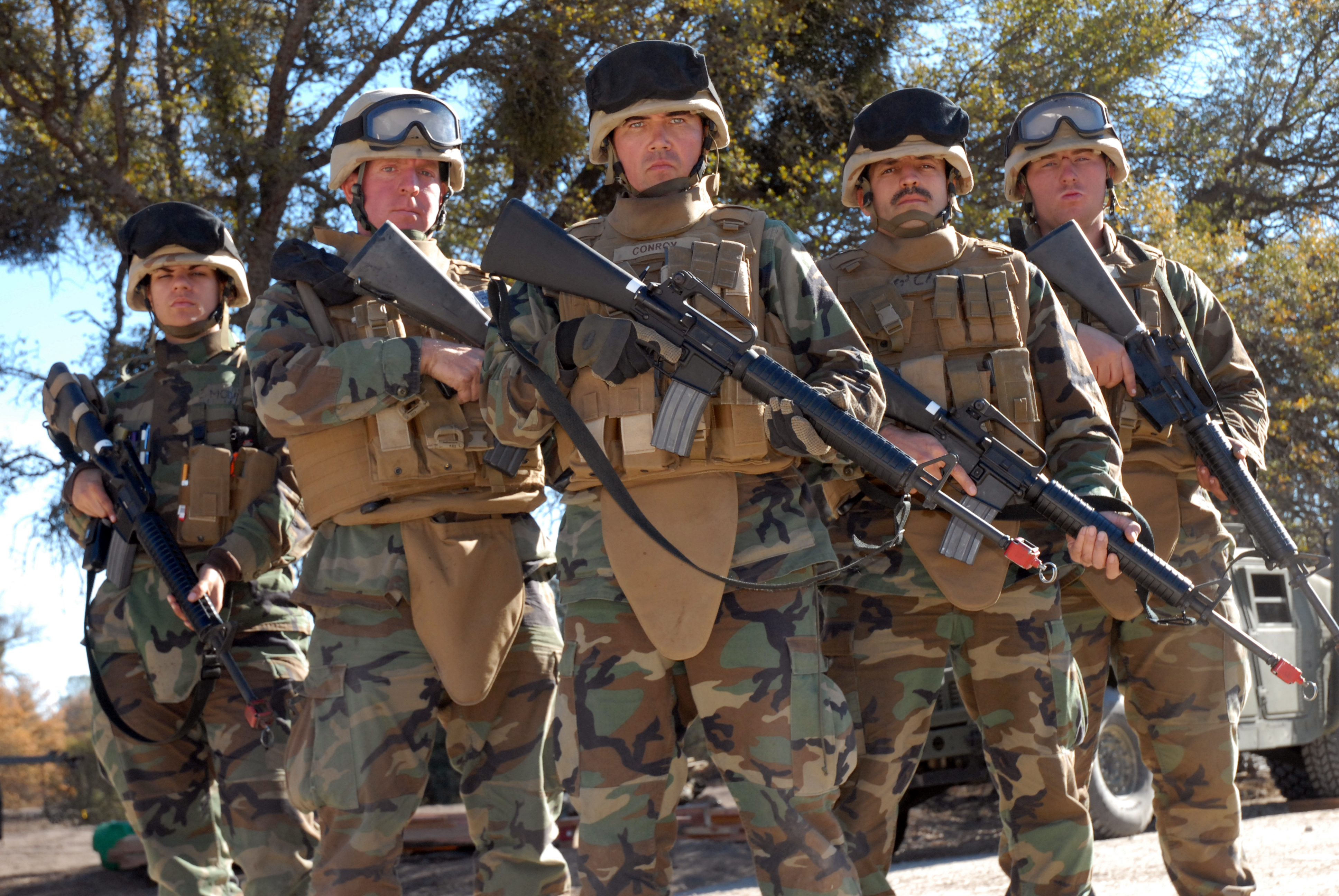
Des marins de l'United States Navy en 2007 portant des casques légers et des gilets tactiques modulaires (Modular Tactical Vest) équipés d'une armure de cou et d'aine.

Le kevlar est également utilisé dans des engins de protection des services d'urgence s'il s'agit d'opérations sous haute température (par exemple, un incendie). Le kevlar est aussi utilisé sous forme de gilet par la police, différents organismes de sécurité ainsi que les forces spéciales (par exemple, le SWAT). Le dernier type de kevlar développé par DuPont est le Kevlar XP. En comparaison avec le kevlar « normal », le kevlar XP est plus léger et plus confortable à porter.
Une autre fibre utilisée pour fabriquer des gilets pare-balles est le polyéthylène de masse molaire très élevée (Dyneema). Originaire des Pays-Bas, Dyneema a un rapport résistance / poids extrêmement élevé (une corde de Dyneema de 1 mm de diamètre peut supporter une charge de 240 kg), et est suffisamment légère pour flotter sur l'eau.

## Dans la culture populaire
Les armures vues au cinéma ou dans un jeu de rôle grandeur nature d'aujourd'hui ne sont souvent pas des armures d'époque mais des armures imaginaires. Les armures ne sont souvent pas conçues pour la défense à armes réelles car elles sont plutôt légères pour permettre des combats avec des armes ne causant que peu ou pas de dégâts.
Dans certains films ou livres de science fiction, il s'agit d'exosquelettes recouvrant l'intégralité du corps, permettant de se protéger des explosions et des tirs. Le casque est équipé d'un ATH et le porteur voit son endurance, sa force, et sa vitesse augmentées. Par exemple, John-117 porte une armure de ce type dans le jeu vidéo Halo. Beaucoup d'autres personnages sont représentés portant un équipement similaire, on peut citer Iron Man, les Space Marines de Warhammer 40 000, de nombreux personnages de Star Wars, ou encore la célèbre chasseuse de prime intergalactique Samus Aran. Les jeux vidéo de la série Crysis font apparaître une armure conçue à l'aide de la nanotechnologie, appelée nano-combinaison, et dont les porteurs les plus connus sans doute Prophet, le sergent Sykes, et Alcatraz (bien que celui-ci ne la porte pas de son plein gré, mais par nécessité).

## Galerie

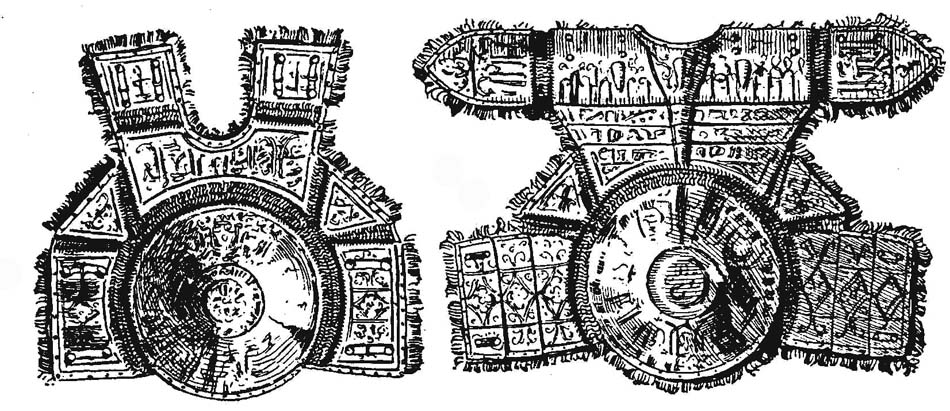
Certaines armures « miroir » étaient conçues pour éblouir l'adversaire, comme celle du roi Torgud.
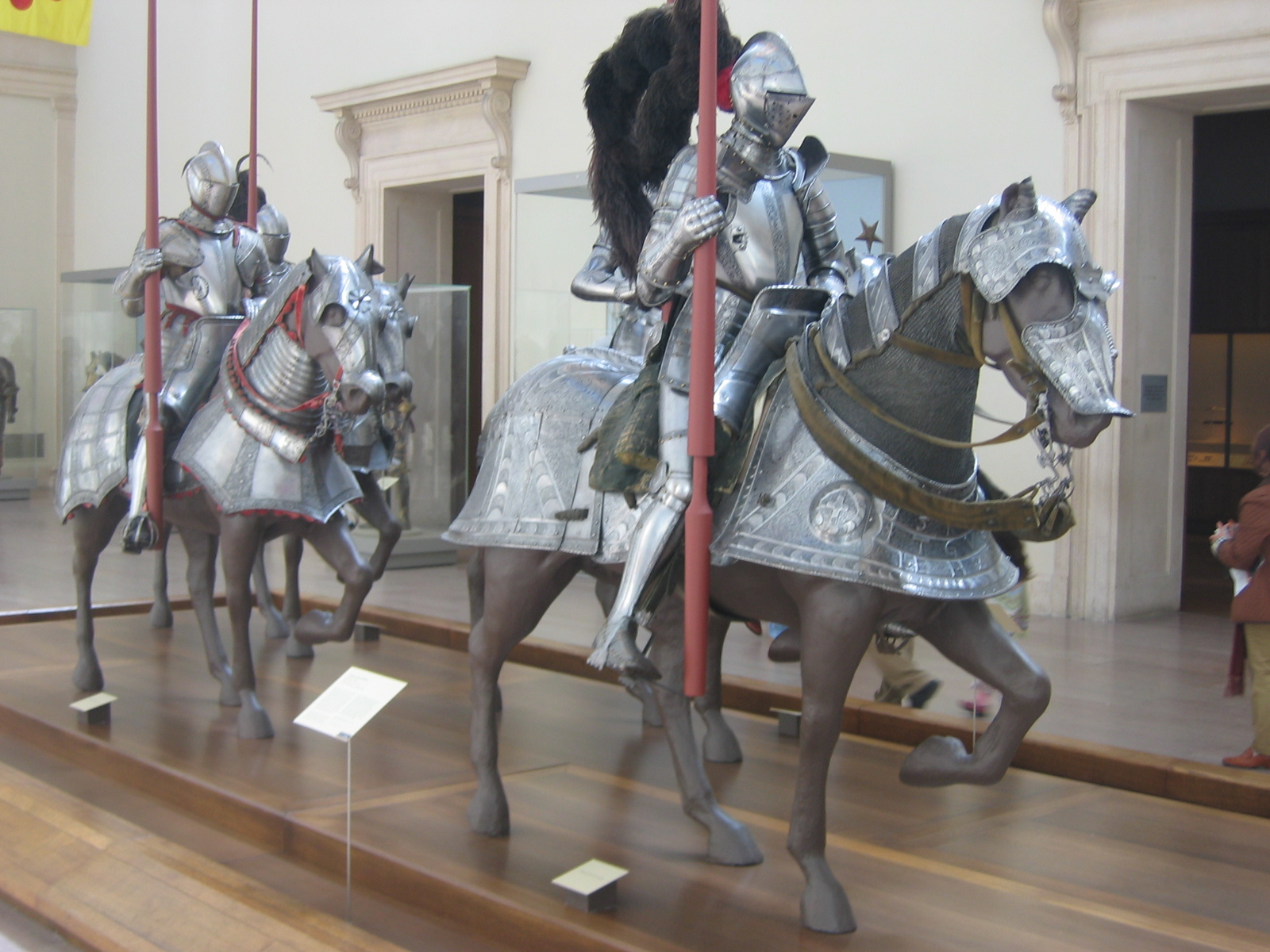
Armures du XVIe siècle exposées au Metropolitan Museum of Art à New York.
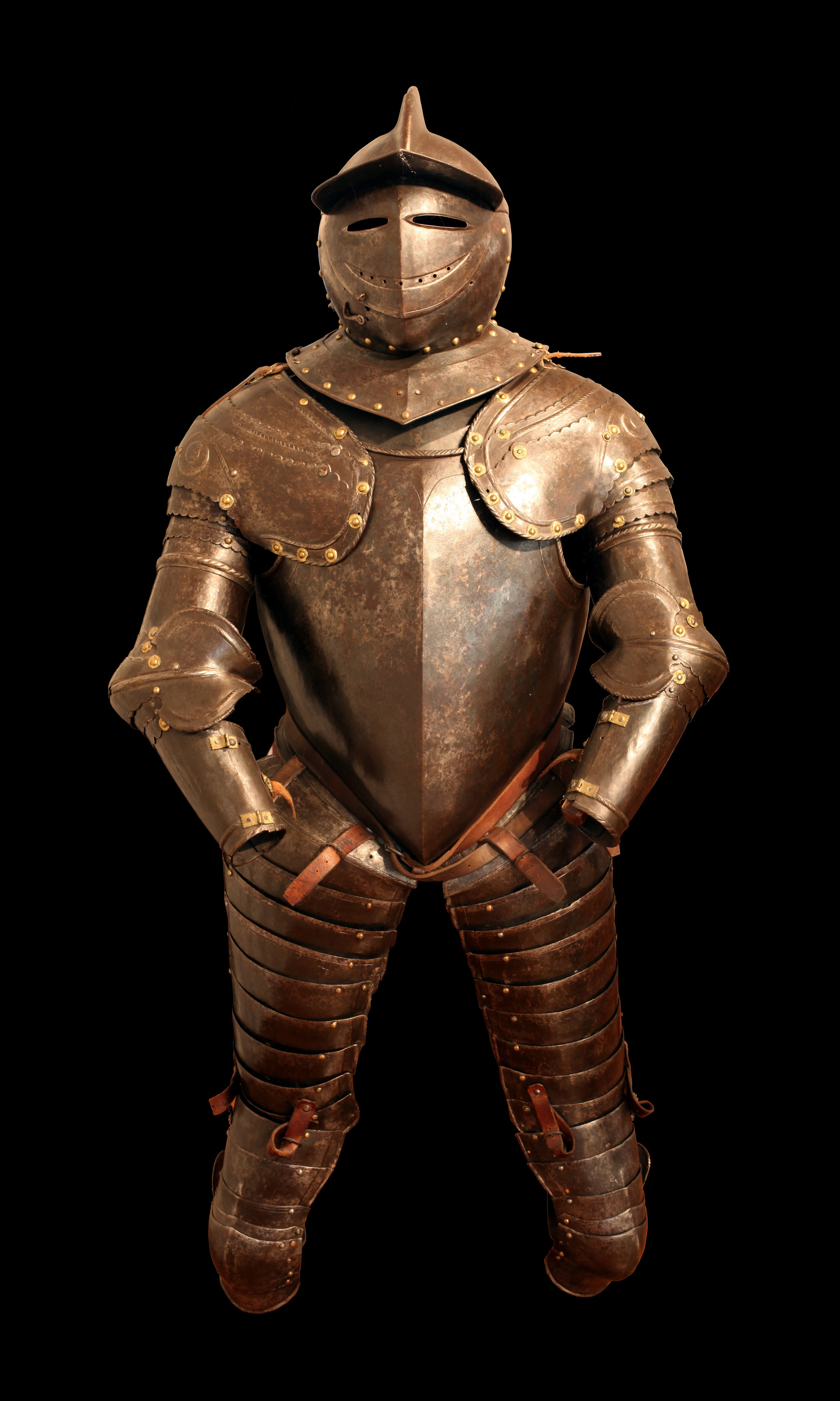
Armure savoyarde, vers 1600, exposée au Musée militaire vaudois, Suisse.
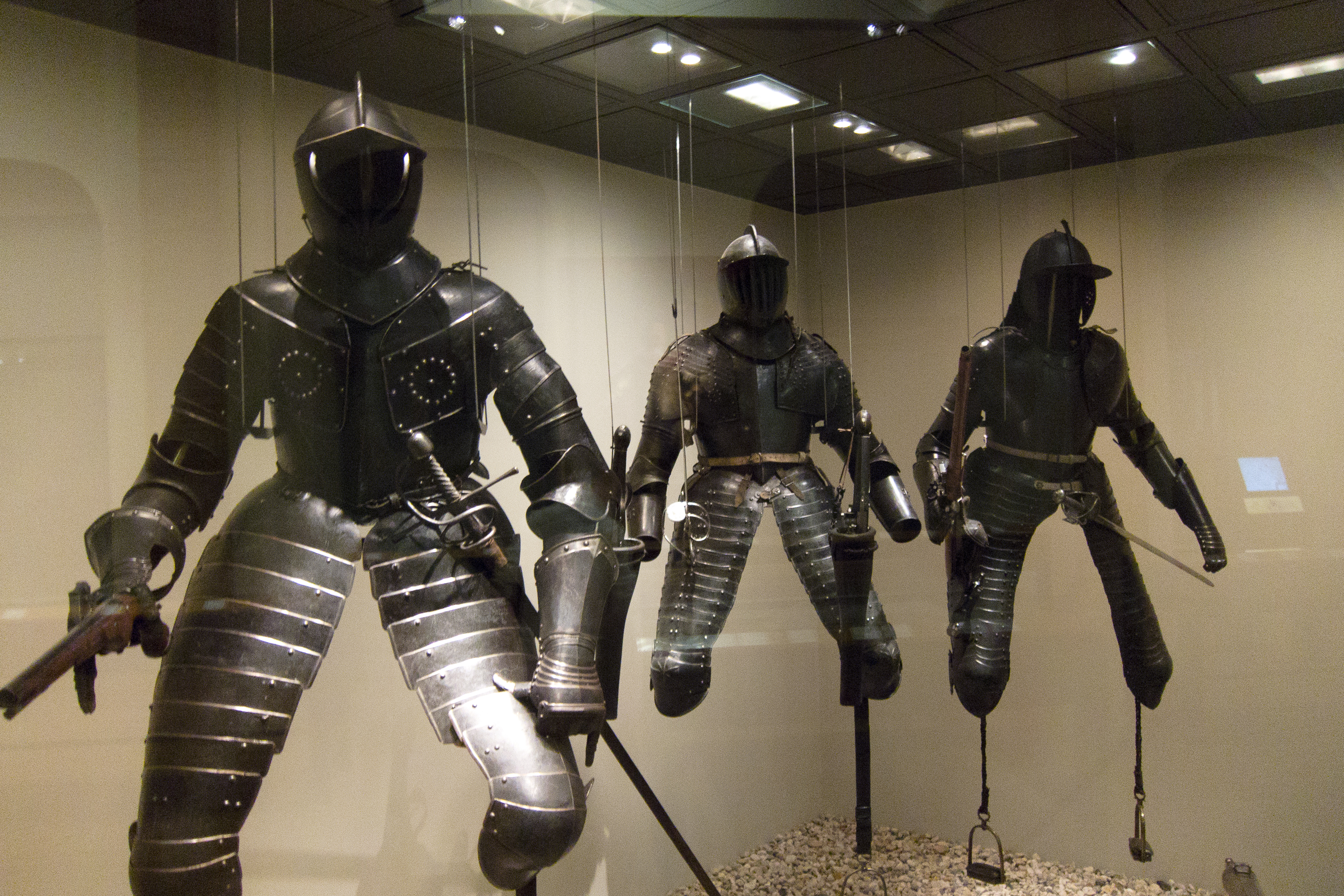
Armures appropriées pour la cavalerie lourde (XVIe-XVIIe siècles).